# جيمس يو
جيمس يو هو سياسي كندي، ولد في 31 أكتوبر 1827، وتوفي في 13 فبراير 1903. حزبياً، نشط في الحزب الليبرالي الكندي. وقد انتخب عضو مجلس العموم الكندي.